# Orth (Band)
Orth war eine deutsche Death-Metal-Band aus Berlin.

## Geschichte
Orth wurde 1989 von Gitarrist Hannes in Berlin gegründet. Ein Jahr nach der Bandgründung wurde das erste Demo Psychotic veröffentlicht, dem 1992 Blast of Silence folgte.
1994 nahm Orth die Single Leichenschmaus mit dem Produzenten Harris Johns auf. Es folgten erste Konzerte außerhalb Deutschlands.
Ein Jahr später produzierte Johns auch das Debütalbum Ano Kato (mit oben, außer Hannes, nicht genannten Mitgliedern), welches die Band trotz Angeboten der Plattenindustrie selbst veröffentlichte. Orth nahm das zweite Album Feed The Flames im Juni 2000 auf. Es wurde von Morbid Records veröffentlicht. Die Band tourte darauf mit Dying Fetus und Six Feet Under durch ganz Europa. Seitdem wurde es still um die Band. Nach einigen Besetzungswechseln arbeiteten sie an dem Dritten Album Godmode, welches 2011 wieder unter eigener Regie veröffentlicht werden sollte. Nach Streitigkeiten mit dem Drummer Tyronne Silva löste sich die Band auf. Gitarrist Brian gründete 2014 mit seinem Sohn Jason Kuhn die Band Bloodbeat.

## Diskografie

### Alben
- 1995: AnΩ KatΩ
- 2000: Feed the Flames

### Demos
- 1991: Psychotic
- 1992: Blast of Silence

### EPs
- 1994: Leichenschmaus